# Hypocalymma
Hypocalymma is een geslacht uit de mirtefamilie (Myrtaceae). De soorten zijn groenblijvende struiken die voorkomen in het zuidwesten van West-Australië.

## Soorten
- Hypocalymma angustifolium (Endl.) Schauer
- Hypocalymma asperum Schauer
- Hypocalymma connatum Strid & Keighery
- Hypocalymma cordifolium Lehm. ex Schauer
- Hypocalymma elongatum (Strid & Keighery) Rye
- Hypocalymma ericifolium Benth.
- Hypocalymma gardneri Strid & Keighery
- Hypocalymma hirsutum Strid & Keighery
- Hypocalymma jessicae Strid & Keighery
- Hypocalymma linifolium Turcz.
- Hypocalymma melaleucoides Gardner ex Strid & Keighery
- Hypocalymma minus (Strid & Keighery) Keighery
- Hypocalymma myrtifolium Turcz.
- Hypocalymma phillipsii Harv.
- Hypocalymma puniceum C.A.Gardner
- Hypocalymma robustum (Endl.) Lindl.
- Hypocalymma scariosum Schauer
- Hypocalymma serrulatum Strid & Keighery
- Hypocalymma speciosum Turcz.
- Hypocalymma strictum Schauer
- Hypocalymma sylvestris Strid & Keighery
- Hypocalymma tenuatum Strid & Keighery
- Hypocalymma tetrapterum Turcz.
- Hypocalymma uncinatum Strid & Keighery
- Hypocalymma verticillare Rye
- Hypocalymma xanthopetalum F.Muell.

... · 
Acmena · 
Actinodium · 
Agonis · 
Allosyncarpia · 
Aluta · 
Angophora · 
Astartea · 
Astus · 
Babingtonia · 
Baeckea · 
Callistemom · 
Calytrix · 
Chamelaucium · 
Corymbia · 
Corynanthera · 
Cyathostemon · 
Darwinia · 
Enekbatus · 
Ericomyrtus · 
Eucalyptus (Eucalyptus) · 
Eugenia · 
Euryomyrtus · 
Feijoa · 
Homalocalyx · 
Homoranthus · 
Hypocalymma · 
Lamarchea · 
Leptospermum · 
Lophomyrtus · 
Malleostemon · 
Metrosideros · 
Micromyrtus · 
Myrceugenia · 
Myrciaria · 
Myrtus (Mirte) · 
Ochrosperma · 
Osbornia · 
Pileanthus · 
Pimenta · 
Psidium · 
Rinzia · 
Sannantha · 
Scholtzia · 
Syzygium · 
Thryptomene · 
Triplarina · 
Tristaniopsis · 
Verticordia · 
Waterhousea · 
Xanthostemon · 
...